# بری میر
بری میر، (به انگلیسی: Barry Meyer) (زاده ۱۹۴۶) کارآفرین، تهیه‌کننده تلویزیونی و مدیر ارشد اجرایی آمریکایی است، که در حال حاضر به‌عنوان مدیر عامل اجرایی شرکت برادران وارنر فعالیت می‌کند.